# ديل بيلمز (تشالدران)
ديل‌ بيلمز (بالفارسية: دیل‌بیلمز) هي قرية تقع في قسم ببه‌جيك (مقاطعة تشالدران) في إيران. يقدر عدد سكانها بـ 60 نسمة .